# Biała, Pajęczno
Biała, cunoscut și sub numele de  Biała Szlachecka (Biała aristocratică), este un sat din districtul administrativ al Gminei Rząśnia, în cadrul comitatului Pajęczno, voievodatul Łódź, în centrul Poloniei. Satul se află la aproximativ 5 km (3 km) la sud de Rząśnia, la 5 km (3 mi) nord-est de Pajęczno, și 74 km (46 km), la sud-vest de capitala regiunii, Łódź.
Satul are o populație de 960 de persoane și este compus din mai multe cătune, incluzând Biała Peciaki, Biała Ameryka, Biała Działy.

## Monumente
Satul are o biserica parohială din lemn, datând din a doua jumătate a secolului al XVI-lea, dedicată Sfântului Ioan Botezătorul. Această biserică a fost inițial situat în Wola Grzymalina, un sat vecin inexistent acum, și fusese înscrisă în Registrul național al monumentelor istorice din Polonia înca din 1967. Ca urmare a extinderii minei de cărbune în jurul orașului Belchatow, cea mai mare exploatare de suprafață din Polonia, biserica a fost transportată la locația sa curentă în 1981-1982. Lucrări de restaurare s-au efectuat atât pe pereții interiori, care afișează încă o pictura murala originala a "danse macabre", precum și pe altarul de lemn.
Vestigii ale unei case fortificate, datând din secolul al XV / XVI-lea, pot fi găsite pe terenul de școlii elementare din localitate.

## Rezidenți notabili
Biała este locul de naștere si reședința istorică a familiei aristocrate a cronicarului polonez Marcin Bielski și poet renascentist din secolul al XVI-lea, considerat si „părintele prozei poloneze” (a folosit pentru prima oară limba poloneză în literatură). De asemenea, acesta a participat și la bătălia de la Obertyn dintre Petru Rareș și Sigismund cel Bătrân, din 1531.
Casa sa natală a fost reprezentată de Napoleon Orda în lucrarea sa "Album widoków historycznych Polski" (Album de Peisaje poloneze istorice) în desenul numărul 28.